# Самостанска/манастирска медицина
Самостанска/манастирска медицина је један од појавних облика медицине кроз њену вишевековну историју развоја, након што је хришћанска црква у средњем веку брзо потчинила читав европски свет, па и медицину. Иако се зна да је у погледу развоја научне медицине Средњи век није дао епохалне новине, јер је била везана за  античка медицинска дела Хипократа, Галена и других медицинских писаца остала сачувана до данашњих дана, захваљујући преписивачкој делатности средњовековних монаха. Истина је и да су се прве идеје у области социјалне медицине настале у средњем веку управо под утицајем Хришћанске мисли (нпр. азили, старачки домови за убоге, сиротишта). Прве праве болнице такође су основане у оквиру хришћанских манастира како Истока тако и Запада.

## Предуслови
Самостанска/манстирска зачета је у знаку хришћанства на простору западног дела бивше римске царевине, хришћанска црква са седиштем у Риму, изложила је свом духовном утицају целокупан западноевропски свет, дајући новоизграђеној култури пуно хришћанско обележје. Друштвеном животу средњег века хришћанска црква давала је све више своје обележје, која су се значајно испољила и у манастирској медицини.
Хришћанско милосрђа, саосећања према ближњем, изучавање бројних пружања помоћи невољнима и исцељивања болесних, као теоретску поставку медицинске науке, монаси су преточили у практични рад. Тако је почело лечења болесних, најпре монахе и манастирске послуге, а касније и многих болесних верника, у новосниваним и првим болницама у манастирима (самостанима) Европе.
Тако је под снажним утицајем хришћанства, током 6. века, зачета самостанска/манастирска медицина у Европи, на простору Калабрији и Сицилије, или јужној Италији где је још из доба Римског царства било највише лекара у Европи, много грчких колонија и честих путника са Истока и Северне Африке. Центар новонастале манастирске (монашке) медицине, био је један од најстаријих манастира (самостана) у Италији, на планини Монте Касино (Monte Cassino), у коме је њен оснивач и заповедник Свети Бенедикт (480–543), 529. године, заједно са монасима Бенедиктинског монашког редом, основао западњачку самостанску (манстирску) медицину.
Ма колико је то било добро и од значаја за даљи развој медицине на простору Европе ипак је хришћанска црква својим догматским ставом стављала у први план лечење душе над лечењем тела, што је оставило последице на развој и напредак медицине. Таквим ставом црква је кочила напредак науке, тражећи од монахе разних редова да чувају традицију и негују тековина античке медицине и заговарала искључиво куративни приступ оболелом, потискујући и несвесно превентивни значај медицине. Све то имало је јак одраз на каснији развој медицине као науке, и организовање медицинских установа (сиротишта, хоспиталијума, лепрозоријума, карантина итд.).
Међутим, највећу штету самостанско/манастирској медицини на западу донео је раскол хришћанске цркве.  Овај раскол у западном делу хришћанске цркве довео је до развоја читавог покрета за обнављање црквене моћи, већу дисциплину и поштовање целибата.

Монах Хилдербранд (касније папа Гргур VII), који је водио све послове Папске столице, организовао је сабор у Латерану (папској палати у Риму) 1059. на коме је црква прогласила себе неприкосновеном и недодирљивом. Сукоб који је потом уследио између папске и световне власти окончан је 1122. договором и споразумом у Вормсу. Из сукоба црква је изашла неупоредиво снажнија и спремна да одлучује о свему, па ио манастирској (самостанској) медицини, о чему говори овај цитат:
| „ | На црквеним саборима у Клермону, 1130. (Забрана манастирске медицине) иу Латерану, 1139. и 1213, истиче се начело: "Црква се гнуша крви"! ( лат Eccelesia abhorret a sanguine) и забрањује се духовним лицима бављење хирургијом и свакојаким лечењем којим се пролива људска крв. Папа Хонориус III организује строге контроле болница чији рад замире између 1216 - 1227, а на епископском сабору у Вирцбургу, 1228, Доноси се и одлука о строгом кажњавању непослушних. На овај начин, нанет је тежак ударац самим зачецима медицинског напретка. За опоравак је требало неколико векова. | ” |

У расколу хришћанске цркве,Православна средњoвековна црква и њена медицина развијале су се једним делом под утицајем медицине неговане у византијској цркви, а другим делом под утицајем италијанске, тј. салернске медицине. У преношењу медицине из Византије, најважнију улогу одиграли су калуђери из византијских монашких редова, док су у преношењу тадашње западноевропске медицине главну улогу одиграли лекари италијанског порекла који су стално живели и радили на простору Балканског полуострва.
Први помен о постојању манастирске медицине код Срба потиче из периода када је српско-политичко средиште постало стабилно, а хришћанство постало призната вера међу Србима, што је било од великог значаја за развој српске културе, а пре свега писмености и науке. У новоствореним условима српски владари су убрзо схватили значај медицине и почели да оснивају болнице, како у држави тако и у њеним манастирима. У томе је свакако велики значај имао допринос хришћанства европској медицини, без које не би био могућ ни развој манастирске медицине на простору западног Балкана.

## Историја
Самостанска или манстирска медицина настала је и развијала се у почетку у самостанима и манастирима, у којима су се граде прве болнице које су у почетку служиле за лечењем свештенства, а касаније и народа.
Такође прве школе и први универзитети оснивани су у оквиру самостана. Медицина је у њима заузима битно место поред права, филозофије и теологије. Она се у почетку проучавала, као теоријска наука, али се касније уводе и практична настава на лешевима. Универзитети су били потпуно потчињени цркви, што значи да је црква морала одобрити наставни план, а сама диплома била је додељивана од стране бискупа у цркви на свечан начин.
Самостанска/манстирска медицина зачета је у шестом веку у јужној Италији (Калабрија и Сицилија), у којој су још из римског периода било највише лекара, безброј грчких колонија и честих медицински образованих путника са Истока. Један од првих оснивача самостанске медицине био је Свети Бенедикт (480–543),  у једном од најстаријих самостана Монте Касину основаном 529. године.
| „ | Овај самостан био је копија римског логора, опасаног високим зидинама, далеко од света, а монаси су у њему имали све што им је било потребно. Уз манастирску цркву биле су капелице за молитве, ћелије за редовнике, госте и сиромахе, радионице за разне занате, спаваонице, библиотека, писарница за преписивање старих текстова и за украшавање књига. Манастир је био окружен воћњацима, баштама са поврћем, као и вртовима лековитог биља. Поседовањем сопствене апотеке, млина и њива, била је обезбеђена економска самосталност самостана. | ” |

Другим истовременим оснивачем средњовековне самостанске медицине био је Касиодор (Aurelius Kasiodorus, 480–573), Римљанин, рођен у Сирији, и први доглавник готског краља Теодорика. Свестрано образован, Касиодор је рано напустио световни живот, ступио у бенедиктински монашки ред и основао манастир на јужној обали Италије, у близини града Катанцаро, у чијој околини су била многобројна грчка насеља. Након што је у самостану окупио већи број калуђера који су говорили грчки, започео је са преписивањем и превођењем многих грчких мееицинских и других књига (Хипократа, Галена, Орибазија и Целијуса Ауреланијуса) Касиодор је 511. године написао своје прво понајвише медицинско дело „Институције божанских и световних наука“ (лат. „Institutiones divinarium et saecularium litteram“). Ово Касидорово дело било је јако цењено, и служило је у многим другим смостанима (више векова) као уџбеник за медицинску наставу. Нешто касније, протерани грчки лекар из Византије и лични лекар краља Теодорика, Антимус објавио је друго, под насловом лат. „De observatione ciborum“ , из области дијететике. И овај уџбеник масовно је коришћен у самостанима за едукацију и често је преписива.
У манастирима се по први пут оснивају прибежишта и склоништа за убоге несретнике и путнике намернике, више као неке странопријемнице, неголи као болнице, назване „hospitali“, у којима је био одређен посебан монах за бригу убогих и болесних. Сваки манастир је био обавезан да обезбеди сопствено гајење лековитог биља. Медицинско знање су се преносило преписивањем грубих латинских превода фрагмената грчких текстова у којима су доминирале збирке рецепата и кратка упутства о лечењу. У манстирима је веома мало пажње придавано теорији медицине и физиолошким проблемима. У том период, све до појаве папира и штампарије, сматрало се да је неки манастир био „духовно богат“ и „интелектуално снажан“ ако је у манстиркој библотеци имао 5 до 10 књига.
На црквеном сабору у Ахену (817) усвојен је нови план за устројство манастира Светог Гала, који више нема изгле бенедиктинског или римског каструма и уређује затворен манастирски град. Од почетка 9. века форсира се изградња каролиншког тип царског манастира: централна црква, клаузура, коначиште за ходочаснике, трпезарије, спаваонице за редовнике, просторије за занатлије и раднике, библиотека, школа, неки вид болнице, просторије за смештај путника и значајнијег племства, и купатила.
Самостанске/манастирске болница у почетку су имала само шест до осам постеља, апотеку, засебан стан за лекаре и списак лековитог биља, утврђен 820. године.  Како се предвиђао стални боравак већег броја људи, манстирским планом обавезно је одређено и: снабдевање медицинском опремом и лековима, постојање пољопривредних зграда и опреме, држање стоке, неговање пољопривреде (виноградарства, вртларства и сопствене баште лековитог биља). Оваква организација у манстирима у касније средњовековном периоду, утицала је на више слојева друштва у целини: књижевност, школство, занатство, алхемију, филозофију, лингвистику, биологију, ботанику, и наравно, медицину.